# 四遊記
『四遊記』（しゆうき）は、中国の明代に成立した四つの神魔小説を集成した著作。
明代以降に呉承恩の伝奇小説『西遊記』が大ヒットした後、明代から清代にかけての書店・呉元泰、呉政泰と余象斗が、仏教と道教に関わる戯曲・雑劇と神話伝説に基づいて編纂したのが『東遊記』・『南遊記』・『北遊記』。楊志和の戯曲に小説化した『西遊記伝』も加えて、この四大遊記を集成したものである。主に天界の神仙と怪物などを描いている。

## 著作
- 『西遊記[1]』（別名：『西遊唐三蔵出身伝』や『西遊記伝』） - 作者：楊志和（楊致和）
  - 三蔵法師と三人徒弟の西天取経の旅路を中心に描かれている。
- 『東遊記』（別名：『上洞八仙伝』や『八仙出処東遊記』） - 作者：呉政泰／呉元泰
  - 八仙が東海を渡って妖魔と戦う物語を中心に描かれている。
- 『南遊記』（別名：『五顕霊官大帝華光天王伝』） - 作者：余象斗
  - 五顕霊官大帝・華光天王（中国語版）が天界を騒がせ物語を中心に描かれている。
- 『北遊記』（別名：『北方真武祖師玄天上帝出身志伝』） - 作者：余象斗
  - 北方真武上将玄天上帝の出身と武当山の祖師が天地の神魔を退治する物語を中心に描かれている。

## 日本語訳
- 1884年（明治17年）に『東遊記』が兎屋書店から翻訳・出版（序：斉東野人、訳：根村熊五郎）。
  - 『東遊記』 - 国立国会図書館デジタルコレクション
- 1987年（昭和62年）にエリート出版社から『西遊記』『東遊記』『南遊記』『北遊記』がまとめて翻訳・出版された。
  1. 東遊記（訳：竹下ひろみ） - ISBN 490052901X（ISBN 9784900529014）
  2. 南遊記（訳：竹下ひろみ） - ISBN 4900529028（ISBN 9784900529021）
  3. 西遊記（訳：王志新、徐建文、監訳：堀江和正、全3巻）
    - 1巻 - ISBN 4900529036（ISBN 9784900529038）
    - 2巻 - ISBN 4900529044（ISBN 9784900529045）
    - 3巻 - ISBN 4900529052（ISBN 9784900529052）

  4. 北遊記（訳：竹下ひろみ） - ISBN 4900529060（ISBN 9784900529069）